# Akabira
Akabira (jap. 赤平市, -shi) ist eine Stadt in der Unterpräfektur Sorachi auf der Insel Hokkaidō (Japan).

## Geographie
Akabira liegt südwestlich von Asahikawa und nordöstlich von Sapporo.

## Geschichte
Die Stadt besteht seit dem 1. Juli 1954.

## Verkehr
Die Stadt liegt an der Nemuro-Hauptlinie von JR Hokkaido und an der Nationalstraße 38.

## Städtepartnerschaften
- Samcheok, seit 1997
- Miluo, seit 1999

## Angrenzende Städte und Gemeinden
- Takikawa
- Sunagawa
- Utashinai
- Fukagawa
- Ashibetsu